# Малін Крейг
Малін Крейг (англ. Malin Craig; 5 серпня 1875, Сент-Джозеф, штат Міссурі — 25 липня 1945, Вашингтоні, округ Колумбія) — американський військовик, чотиризірковий генерал, начальник штабу армії США в 1935—1939 роках.
Крейг закінчив Військову академію Сполучених Штатів у 1898 році. Брав участь у Першій світовій війні, зрештою став начальником штабу Третьої армії США. Після війни він був, серед іншого, начальником IX армійського корпусу в зоні Панамського каналу. У 1935 році він змінив Дугласа Макартура на посаді начальника штабу армії США. Його наступником після виходу на пенсію в 1939 році став Джордж Маршалл. Крейг був відкликаний на службу в 1941 році і залишався там до своєї смерті в 1945 році.
Малін Крейг похований на Арлінгтонському кладовищі.